# Theresia van der Pant

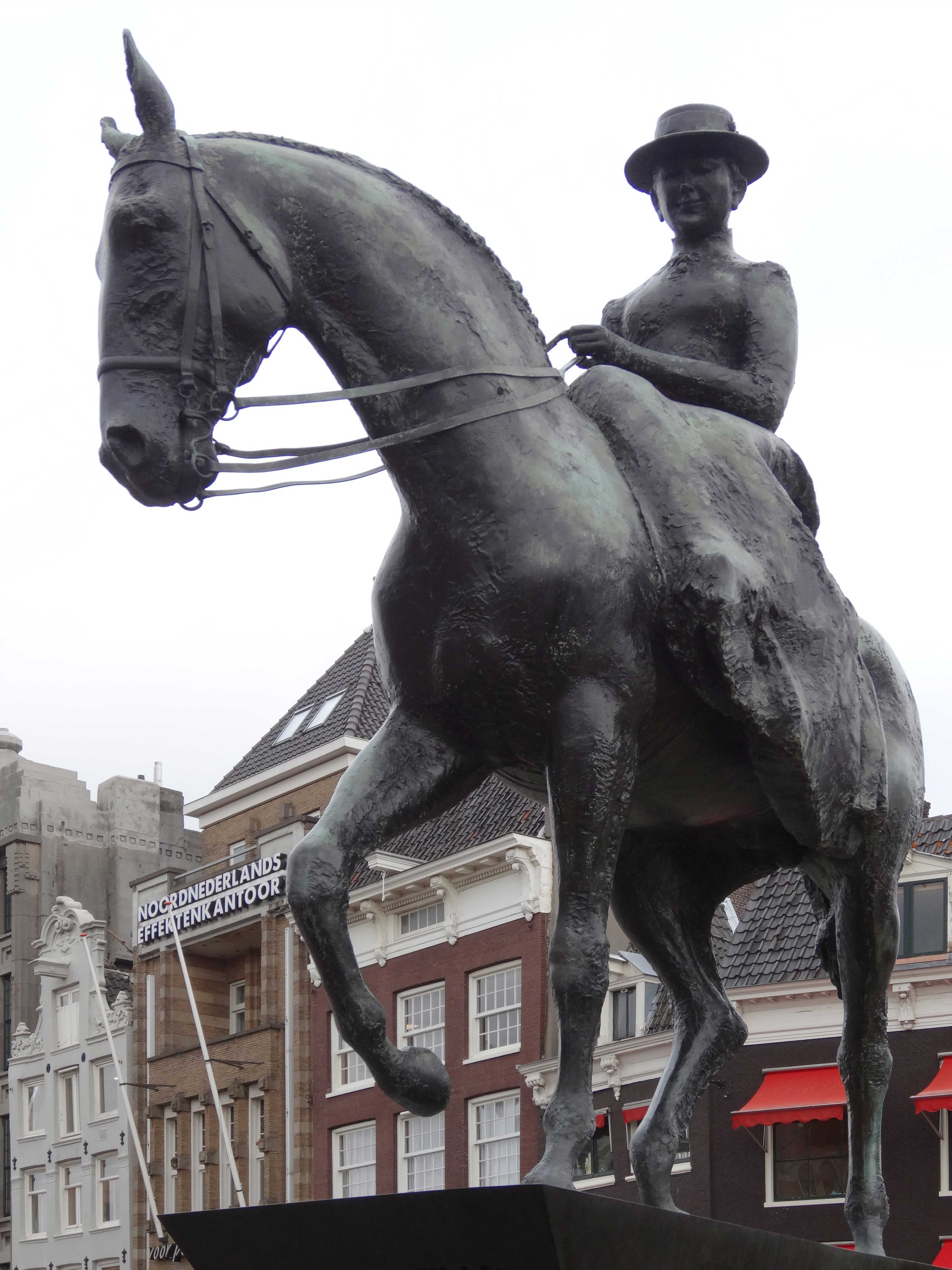
Ruiterstandbeeld van koningin Wilhelmina op het Rokin in Amsterdam, 1972

Theresia Reiniera (Theresia) van der Pant (Schiedam, 27 november 1924 – Amsterdam, 4 februari 2013) was een Nederlands beeldhouwer en tekenaar.

## Leven en werk
Van der Pant bezocht van 1945 tot 1946 de Rijksnormaalschool voor Teekenleraren en studeerde van 1946 tot 1950 bij onder anderen Piet Esser aan de Rijksakademie van beeldende kunsten, beide in Amsterdam. Van 1950 tot 1951 vervolgde zij haar opleiding bij onder anderen Oscar Jespers aan de École nationale supérieure des arts visuels (ENSAV), voorheen de École Nationale Supérieure d'Architecture et des Arts Décoratifs (ENSAAD - la Cambre) in Brussel. Zij won in 1953 de tweede prijs van de Prix de Rome voor beeldhouwkunst en in 1955 nam zij deel aan de Sommerakademie bij Giacomo Manzù in Salzburg.
Later was zij docente aan de Rijksakademie in Amsterdam en heeft zij zich, zonder het door haar gewenste resultaat, zeer beijverd voor het behoud van de Rijksakademie als universitair instituut in plaats van het huidige postdoctorale instituut. Het Frans Hals Museum in Haarlem heeft een aantal tekeningen van Van der Pant in de collectie.
De stijl van Van der Pant is figuratief en zij kan worden gerekend tot de tweede generatie van de 'Groep van de figuratieve abstractie'. Dierenfiguren zijn vaak het onderwerp van haar werk geweest. Aanvankelijk benadrukte zij het wezen van het uitgebeelde dier; later beeldde zij het dier ook wel af in een bepaalde activiteit, zoals in het beeld van de dansende beer.
De kunstenares zette op haar 82e een punt achter haar beeldhouwcarrière. In 2013 overleed ze thuis aan de Plantage Muidergracht in Amsterdam op 88-jarige leeftijd.Ze is begraven op kerkhof De Nieuwe Ooster.

## Werken (selectie)
Abcoude
- Vlucht (1979), Achter de Kerken

Amstelveen
- Lama (1962), Appellaan

Amsterdam
- Spelende kinderen (1961), Avenhornstraat 41
- Bronzen paard (1966), hoek Hemsterhuisstraat/Comeniusstraat
- Ruiterstandbeeld van koningin Wilhelmina (1972), Rokin

Gemeente De Bilt
- Vlucht (1989), Nachtegaallaan 30, Maartensdijk, voor de Vierstee

Den Helder
- Pinguïn (1975), Keizerstraat
- Zeehond (1977), Breewaterplein
- Ichthus (1984), Koningdwarsstraat

Emmeloord
- Zeehond (1973), Verhagenlaan

Groningen
- Aletta Jacobs (1987), Oude Kijk in 't Jatstraat 26

Haarlem
- De beer (?) Belgiëlaan
- Nachtvlucht (?), Frans Hals Museum
- Zwaan (?), hoek Sartrestraat
- De roerdomp (?), bij de vijver aan de Lyceumlaan

Helmond
- Kraanvogel (1961), Kasteelplein

Mijdrecht
- De roerdomp (1960), plantsoen op de hoek van de Hoofdweg en Midrethstraat

Oegstgeest
- Uil (1993), Groenhoevelaan

Rotterdam
- Pinguïn (1966), Heindijk

Schiedam
- Aleida van Holland (1975), Broersvest/Huis te Riviereweg

Schijndel
- Nachtvlucht (?), plantsoen nabij R.K. Kerk in wijk Hoevenbraak

Utrecht
- Giraf (1959), Julianapark in Zuilen
- Paard (1965), Prinsesselaan bij begraafplaats St. Barbare
- Opwaartse vlucht (1982), Maliebaan

## Fotogalerij

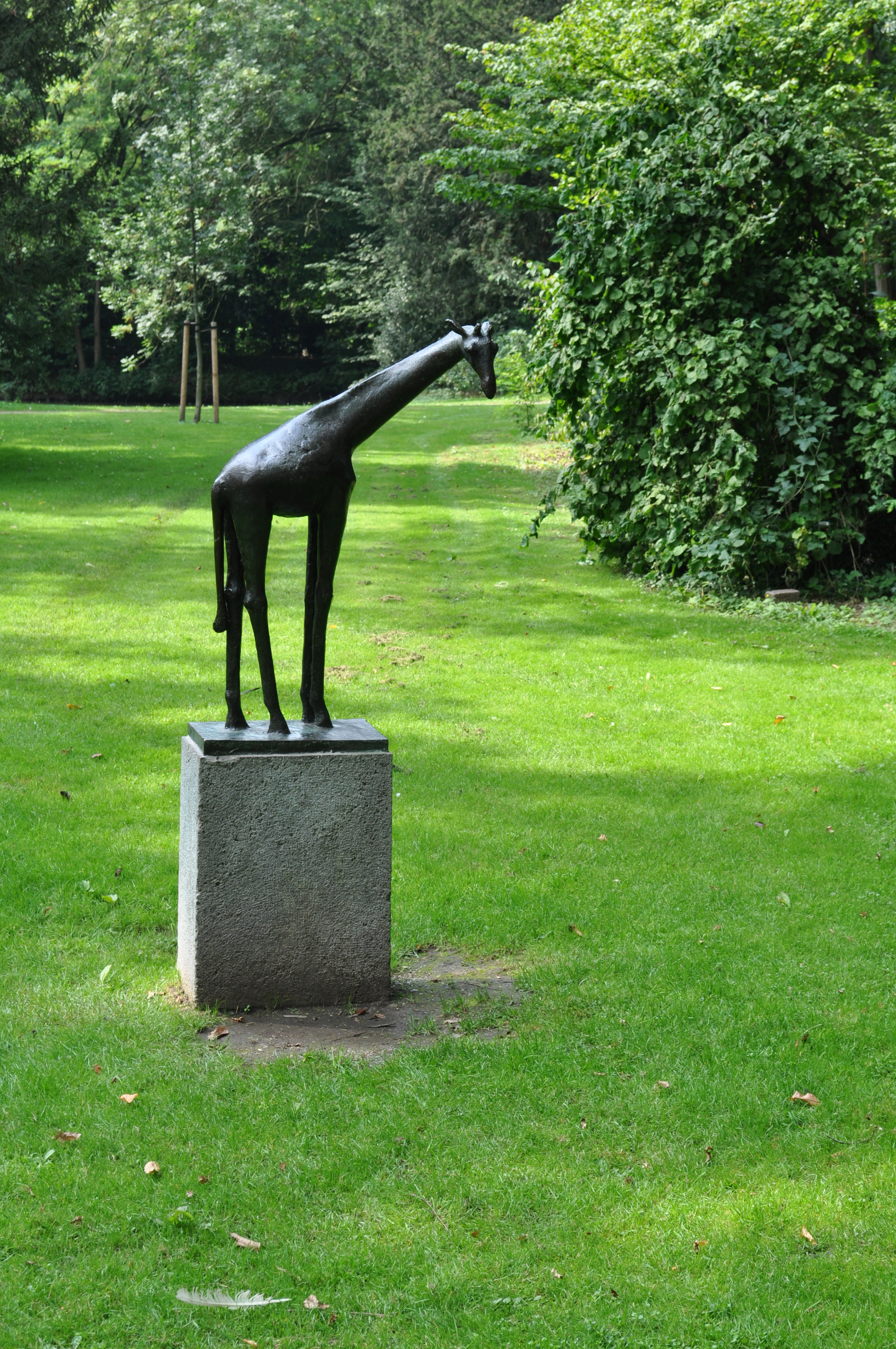
Giraf (1959), Utrecht
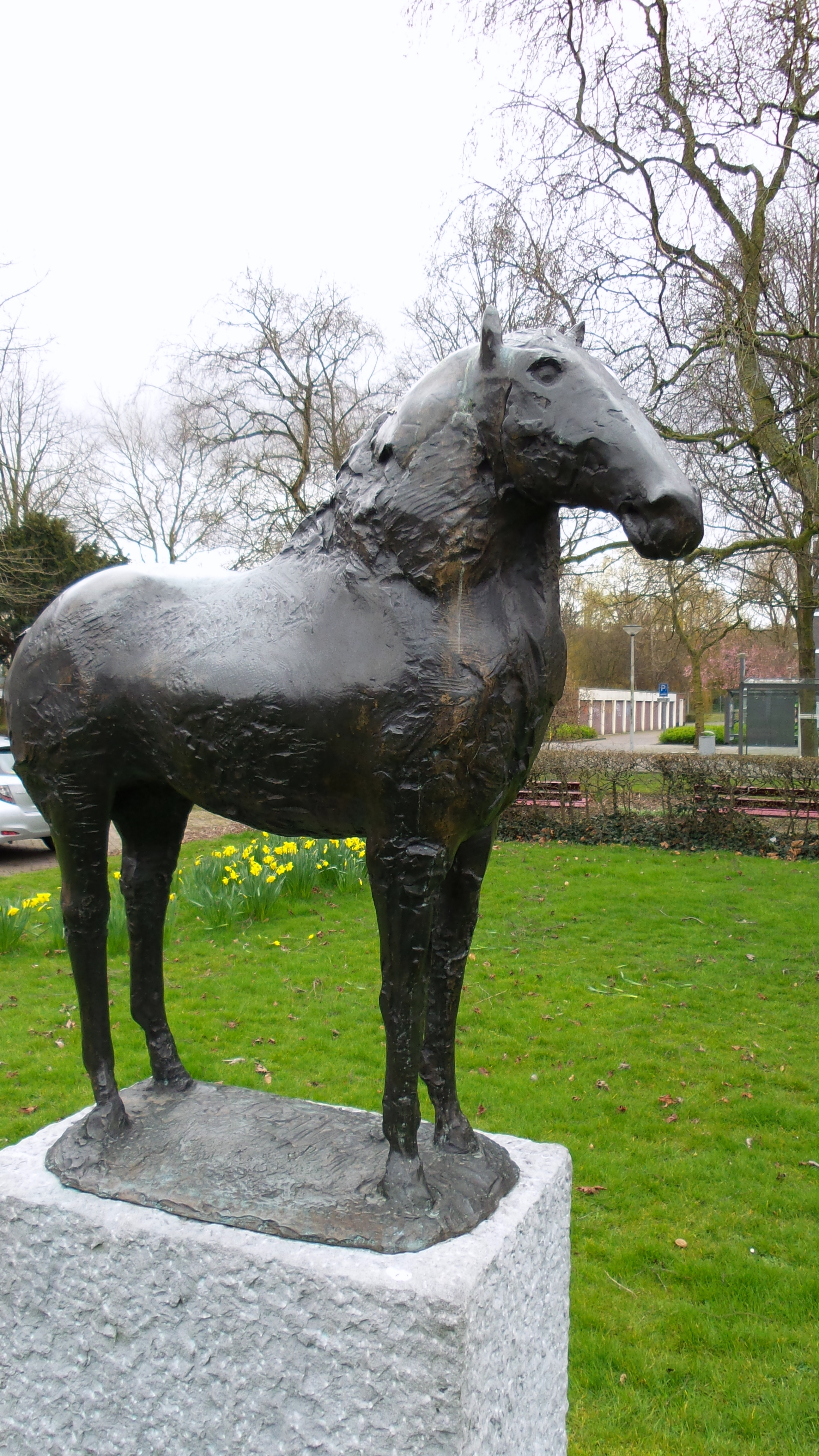
Paard (1966), Amsterdam
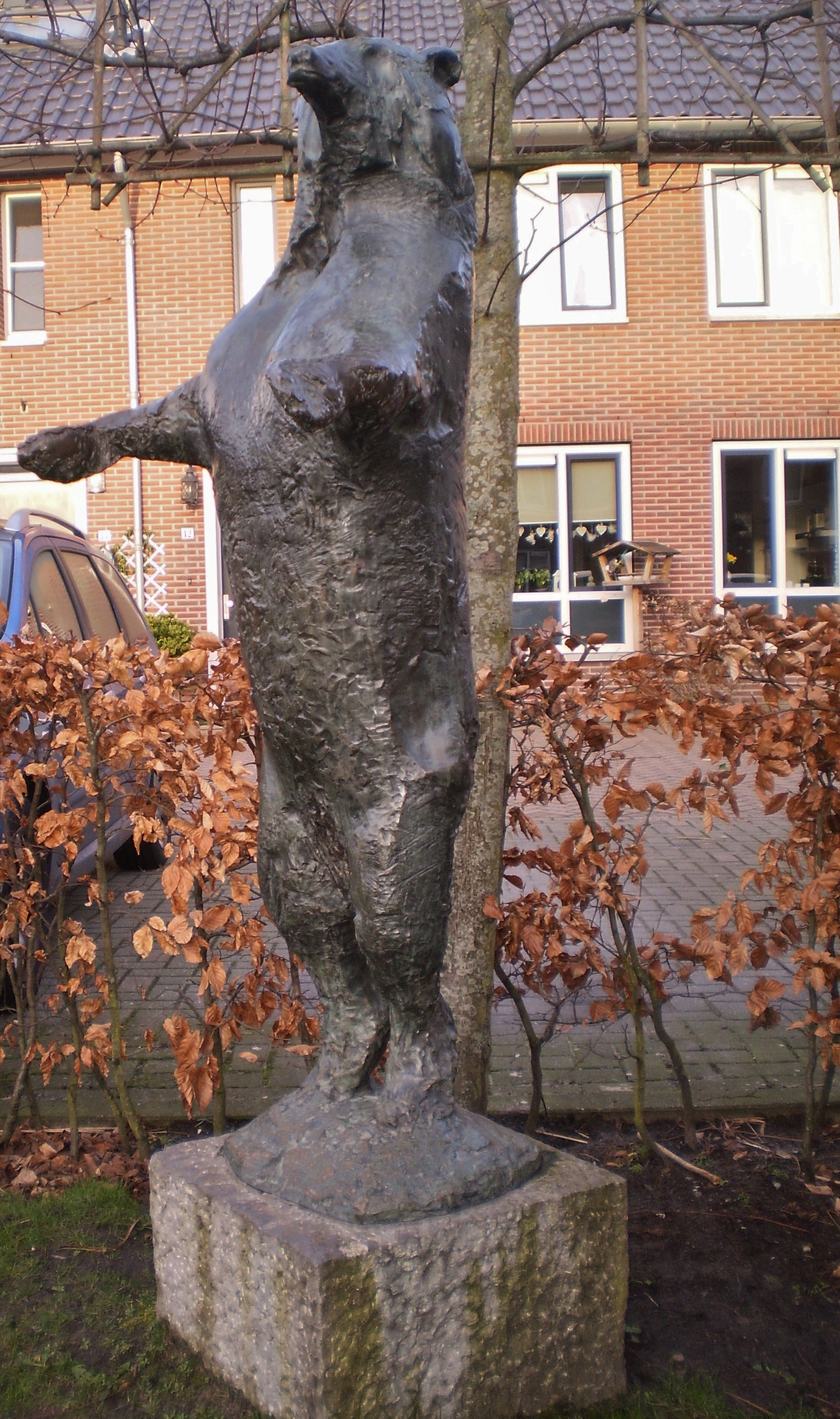
Beer (1967), Baarn
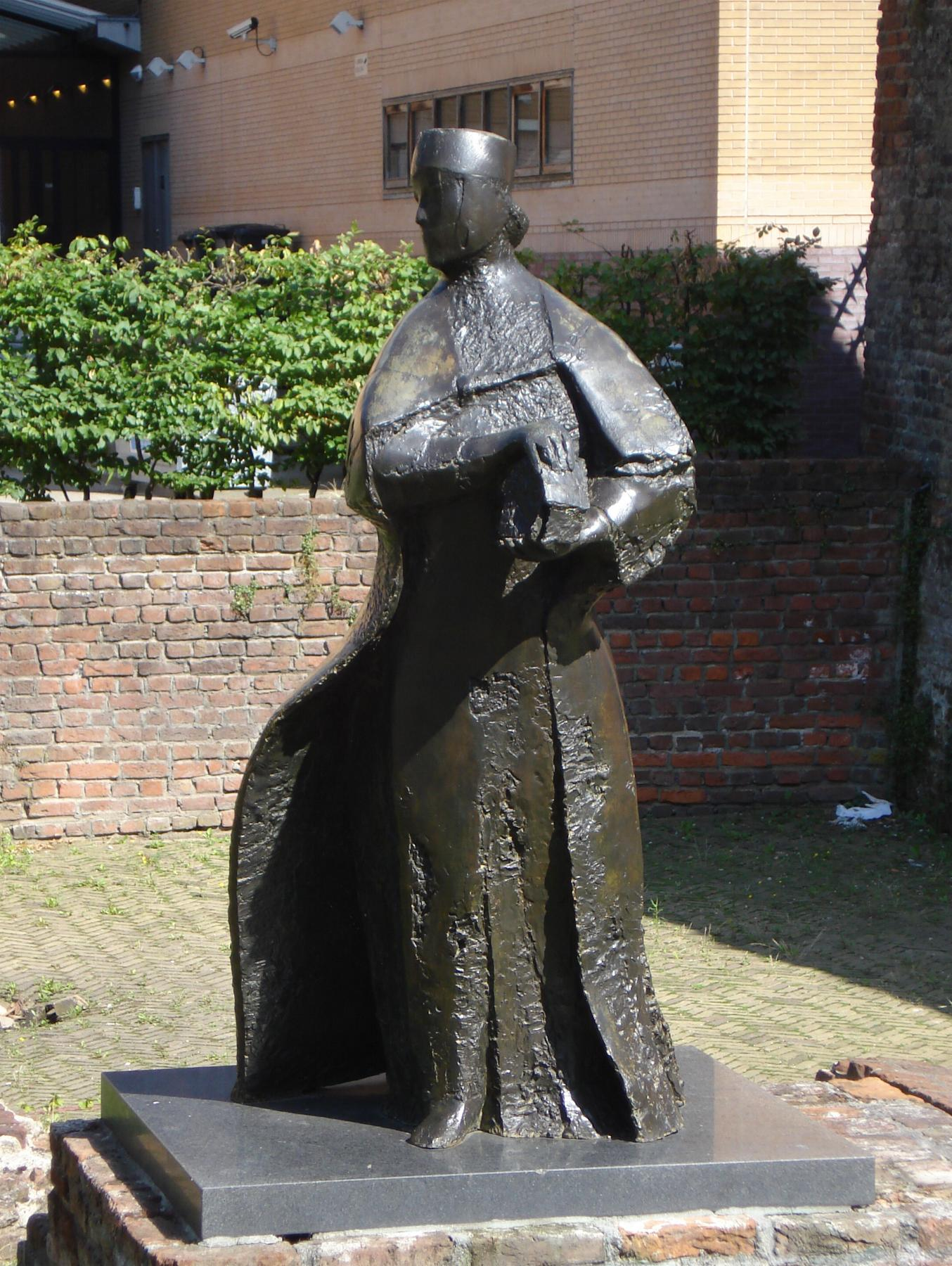
Vrouwe Aleida (1975), Schiedam
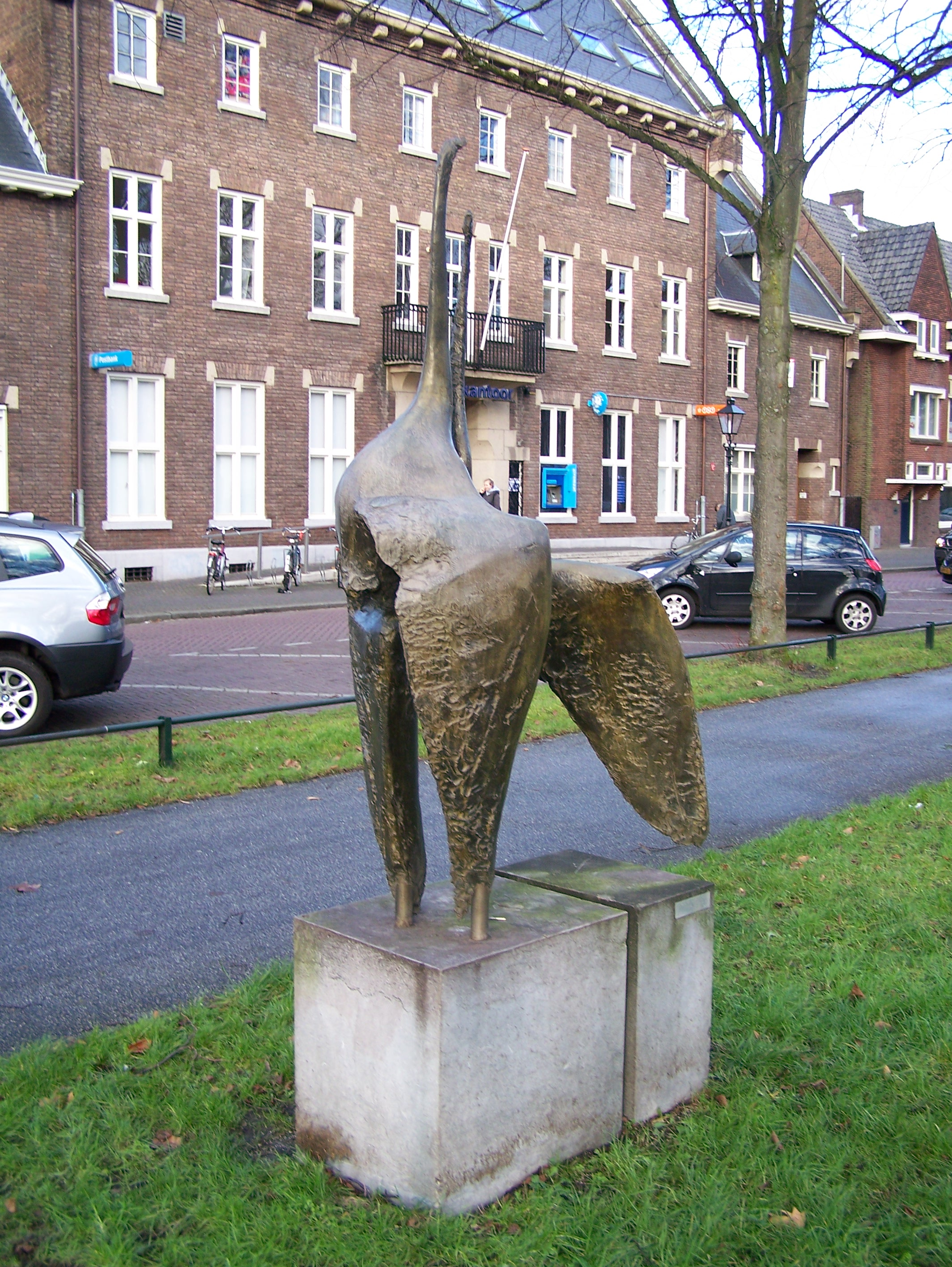
Opwaartse Vlucht (1982), Beeldenroute Maliebaan in Utrecht
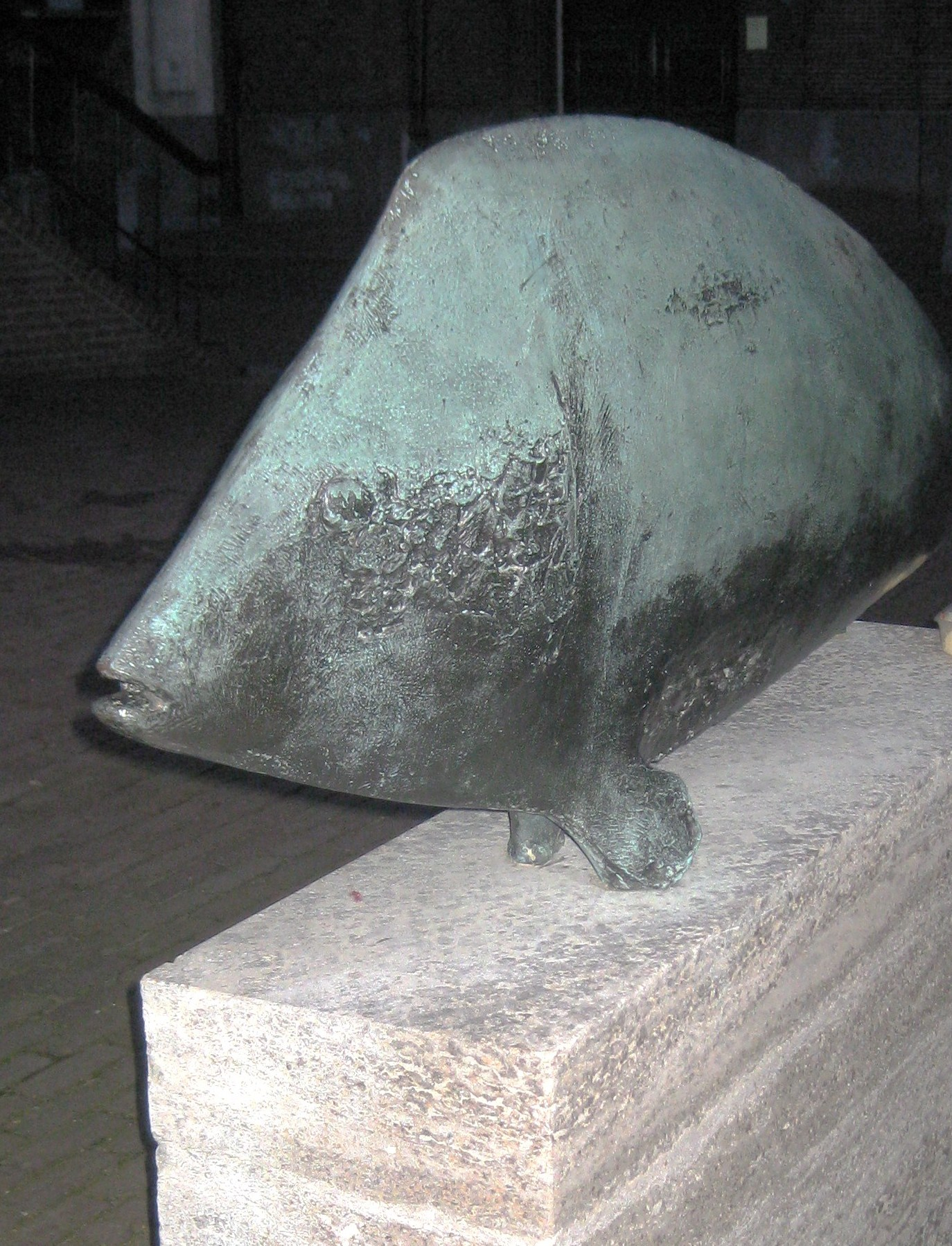
Ichthus (Vis) (1984), Zaandam
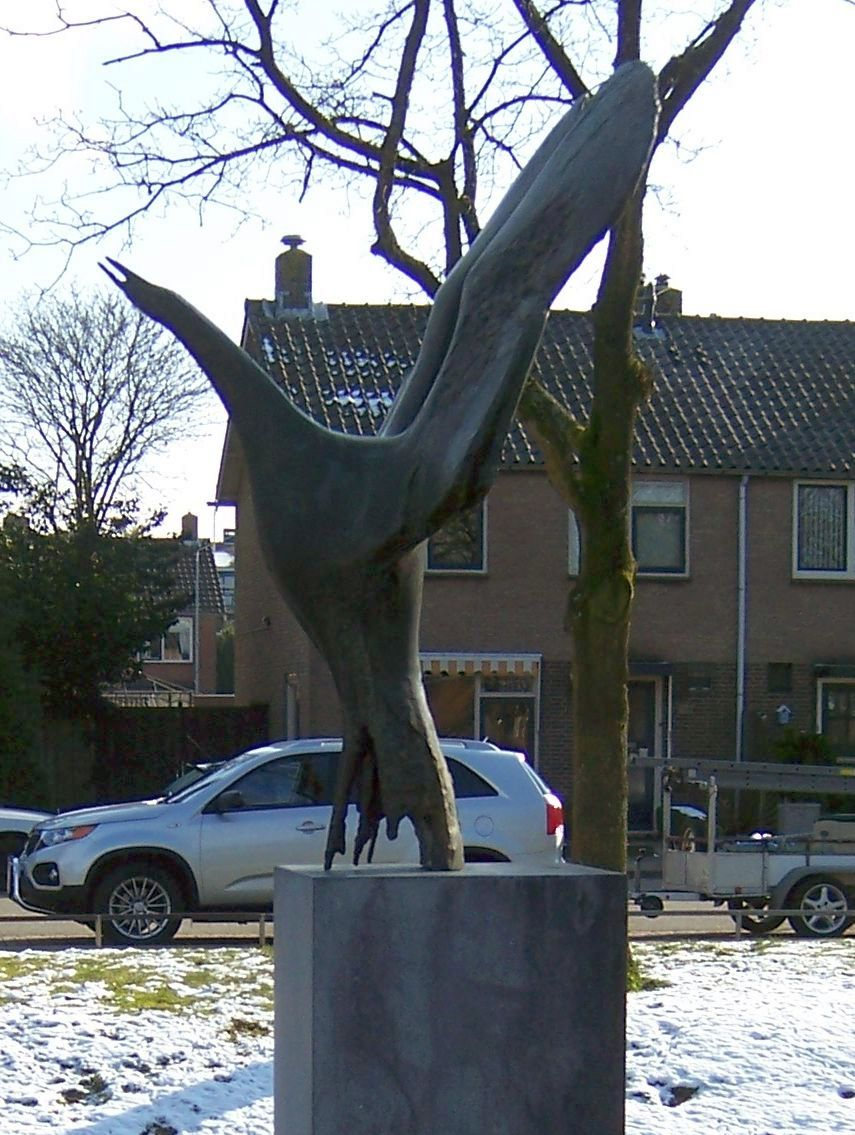
Vlucht (1989), Maartensdijk
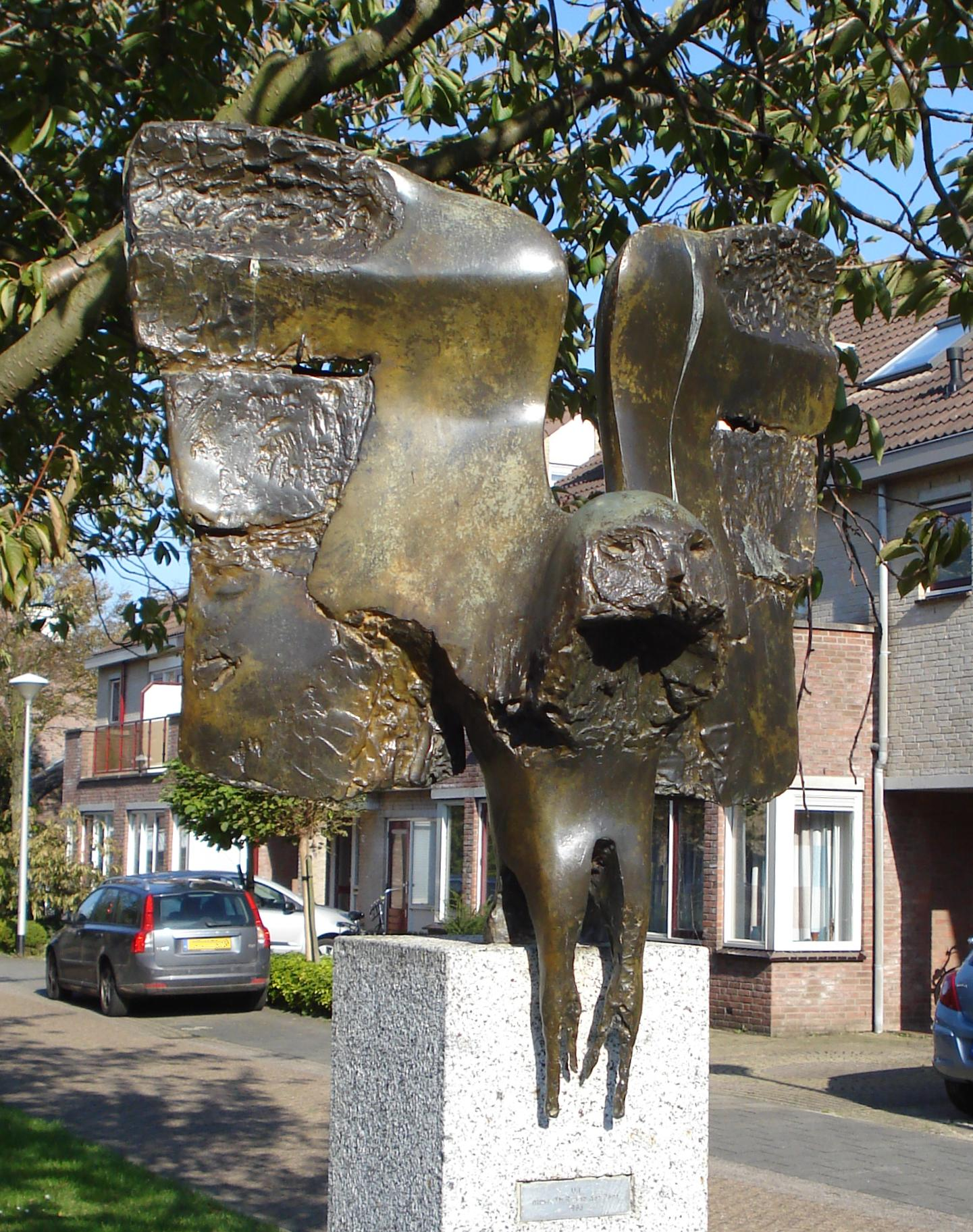
Uil (1993), Oegstgeest